# Rhodochlora exquisita
Rhodochlora exquisita är en fjärilsart som beskrevs av W. Warren 1905. Rhodochlora exquisita ingår i släktet Rhodochlora och familjen mätare. Inga underarter finns listade.